# Ґозьдзікув (Мазовецьке воєводство)
Ґозьдзікув (пол. Goździków) — село в Польщі, у гміні Гельнюв Пшисуського повіту Мазовецького воєводства.
Населення — 434 особи (2011).
У 1975-1998 роках село належало до Радомського воєводства.

## Демографія
Демографічна структура станом на 31 березня 2011 року:
|          | Загалом | Допрацездатний вік | Працездатний вік | Постпрацездатний вік |
| -------- | ------- | ------------------ | ---------------- | -------------------- |
| Чоловіки | 216     | 42                 | 151              | 23                   |
| Жінки    | 218     | 29                 | 130              | 59                   |
| Разом    | 434     | 71                 | 281              | 82                   |